# Arctophysis
Arctophysis (лат.) — род мелких мирмекофильных жуков-ощупников из подсемейства Pselaphinae (Staphylinidae).

## Распространение
Неотропика.

## Описание
Мелкие коротконадкрылые жуки—ощупники, длина тела менее 5 мм. Основная окраска желтовато- или красновато-коричневая. Фронто-антеннальный выступ широкий и глубоко выемчатый. Пронотум с суббазальной поперечной бороздкой. Голова снизу с двумя килями. Усики 11-члениковые. Лапки с двумя коготками. Род был впервые выделен в 1882 году австрийским энтомологом Эдмундом Райттером (1845—1920); включён в состав трибы Jubini из надтрибы Euplectitae (Faronitae).
- Arctophysis gigantea Reitter, 1883 (Колумбия)[1][2].
- другие виды